# 사보이 신앙고백
사보이 신앙고백 또는 사보이 선언 (통칭 : Savoy declaration 정식 명칭 : A Declaration of the Faith and Order owned and practiced in the Congregational Churches in England )은 1658년에 런던의 사보이 궁전에서 채택 된 영국 청교도들의 신앙고백이다.

## 내용
내용은 기본적으로 칼빈주의 원리의 웨스트민스터 신앙고백과 동일하지만 각개 교회의 독립을 주장하는 회중교회주의의 입장을 취하고있다.
1658년 9월 29 일부터 10월 12일까지 120 회중 교회에서 200명의 대표가 영국의 사보이 궁전에 모여 6명이 선언 경쟁 위원에 선정됐다. 6 명 중 5 명은 웨스트민스터 신학자 회의 멤버였다. 사보이 신앙고백은 존 오언과 토머스 굿윈의 주도적 역할로 작성되었는데 서문·신앙고백·규율강령 등 3부분으로 이루어져 있으며 다음과 같은 내용으로 시작된다.
| “ | 이 신앙고백은 성령의 위대하고 특별한 역사로 여겨야 한다...그러므로 경건함을 좇는 수많은 목사와 다른 주도적인 형제들은 신속하고 쾌히 연합하여 자신을 이 진리의 전 체계에 던져야 한다 | ” |

## 선언 경쟁 위원 명단
- 존 오언
- 토머스 굿윈
- 필립 나이
- 윌리엄 브릿지
- 조셉 카릴
- 윌리엄 그린힐

## 같이 보기
- 웨스트민스터 신앙고백
- 1689 침례신앙고백

## 참고 문헌
- 영문으로된 전문 보관됨 2020-06-30 - 웨이백 머신